# Ekerö (plaats)
Ekerö is de hoofdplaats van de gemeente Ekerö in het landschap Uppland en de provincie Stockholms län in Zweden. De plaats heeft 10322 inwoners (2005) en een oppervlakte van 521 hectare. De plaats ligt op het gelijknamige eiland Ekerö.

## Verkeer en vervoer

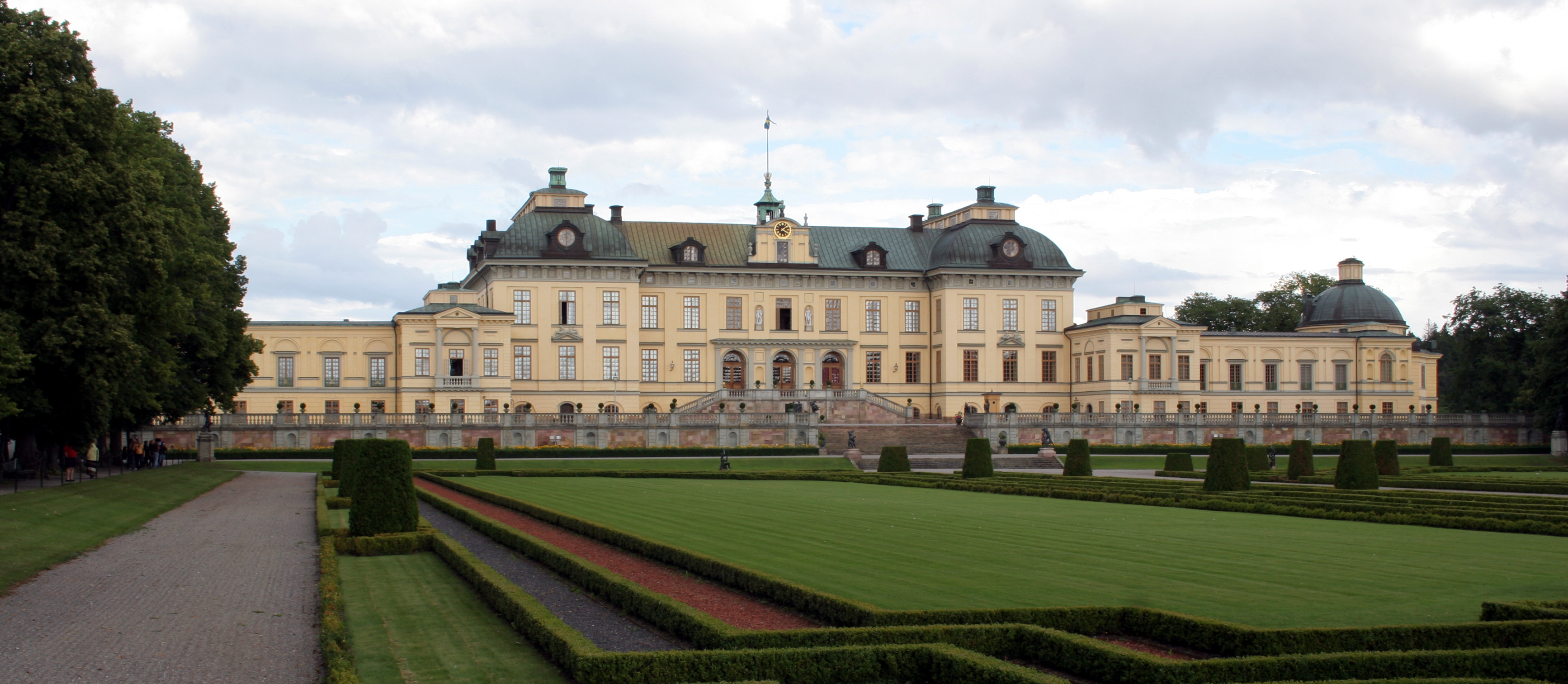
Kasteel

Bij de plaats loopt de Länsväg 261.